# Henry Kaiser (Komponist)
Henry Charles Kaiser (* 11. Mai 1861 in Nancy; † 6. März 1921 in Paris) war ein französischer Komponist.

## Leben
Kaiser studierte am Conservatoire de Paris bei Émile Durand Harmonielehre, bei Jules Massenet Kontrapunkt und Komposition, bei Georges Mathias Klavier und bei César Franck Orgel. Er erhielt erste Preise in den Fächern Harmonielehre und Kontrapunkt (1880) und Orgel (1884) und einen zweiten Preis im Fach Klavier (1883).
Zwischen 1884 und 1887 stellte er sich viermal dem Wettbewerb um den Prix de Rome, wobei er 1886 mit der biblischen Szene La somne de Saul nach Jules Adenis den Ersten Second Grand Prix gewann.
Kaiser war bis Anfang der 1920er Jahre Repetitor für Solfège am Conservatoire de Paris.

## Werke
- L'Enfant prodigue, lyrische Szene nach Edouard Guinant, 1884
- Endymion, Kantate, 1885
- La somne de Saul, biblische Szene nach Jules Adenis, 1886
- Didon, Kantate, 1887

| Personendaten    | Personendaten                              |
| ---------------- | ------------------------------------------ |
| NAME             | Kaiser, Henry                              |
| ALTERNATIVNAMEN  | Kaiser, Henry-Charles (vollständiger Name) |
| KURZBESCHREIBUNG | französischer Komponist                    |
| GEBURTSDATUM     | 11. Mai 1861                               |
| GEBURTSORT       | Nancy                                      |
| STERBEDATUM      | 6. März 1921                               |
| STERBEORT        | Paris                                      |